# Formiguer gorjanegre
El formiguer gorjanegre (Myrmophylax atrothorax) és una espècie d'ocell de la família dels tamnofílids (Thamnophilidae) i única espècie del gènere Myrmophylax Todd, 1927

## Hàbitat i distribució
Habita la vegetació de rivera de les terres baixes de l'est de Colòmbia, sud de Veneçuela, Guaiana, est de Perú, nord i est de Bolívia i Brasil amazònic.